# تيم باجلي
تيم باجلي (بالإنجليزية: Tim Bagley)‏ مواليد 17 أغسطس 1957 في منيابولس، هو ممثل أمريكي بدأ مسيرته الفنية عام 1992.

## الأعمال
- أوستن باورز: الجاسوس الذي غيرني
- حبلت
- اليوم بعد غد

## وصلات خارجية
- تيم باجلي على موقع IMDb (الإنجليزية)
- تيم باجلي على موقع روتن توميتوز (الإنجليزية)
- تيم باجلي على موقع ميوزك برينز (الإنجليزية)
- تيم باجلي على موقع أول موفي (الإنجليزية)
- تيم باجلي على موقع قاعدة بيانات الفيلم (الإنجليزية)